# باربد
باربَد یا باربُد (ش. اواخر سده ششم تا اوایل سده هفتم میلادی) شاعر، خنیاگر، موسیقی‌دان، بربت‌نواز و ترانه‌سرای ایرانی بود که در دربار شاهنشاه خسرو پرویز (حک. ۵۹۰–۶۲۸) خدمت می‌کرد. او یکی از نامورترین افراد تاریخ موسیقی ایران است و برجسته‌ترین موسیقی‌دان زمان خود به‌شمار می‌رفت. از باربد بارها در آثار ادبیات فارسی به ویژه شاهنامه‌ی فردوسی یاد شده‌است. درون‌مایه و فراوانی این گونه ارجاعات، تأثیر منحصر به فرد او را بر موسیقی و فرهنگ زمان خود نشان می‌دهد، به طوری که برخی منابع او را «بنیانگذار موسیقی ایرانی» معرفی می‌کنند. گرچه دانسته‌ها دربارهٔ زندگی او اندک هستند، اصالت تاریخی باربد به‌طور کلی مورد تأیید است. باربد که زاده جهرم یا مرو بود، بیشتر دوران حرفه‌ای خود را در دربار خسرو به سر برد. پس از کشته شدن خسرو، در مورد سرنوشت باربد در میان منابع اختلاف است.
باربد به‌طور تاریخی با اختراعات مختلف در موسیقی ایرانی شناخته می‌شود. با این حال، برخی از این انتساب‌ها به دلیل گذشت چندین سده از مرگ او، مورد تردیدند. گرچه از باربد یک شعر باقی مانده و عناوین برخی از آثارش نیز مشخص است، هیچ‌یک از سروده‌های او موجود نیست. هیچ‌یک از منابع تا زمان خالد بن فیاض (م. ح. ۷۱۸) دربارهٔ باربد بحث نمی‌کند که این نشان‌دهنده حفط شهرت او از طریق سنت شفاهی است. آثار او حداقل تا قرن دهم باقی ماند و به عنوان «الگویی از دستاوردهای هنری» توصیف شد. باربد همچنان در ایران، افغانستان و تاجیکستان یک چهره شناخته‌شده است.

## نام

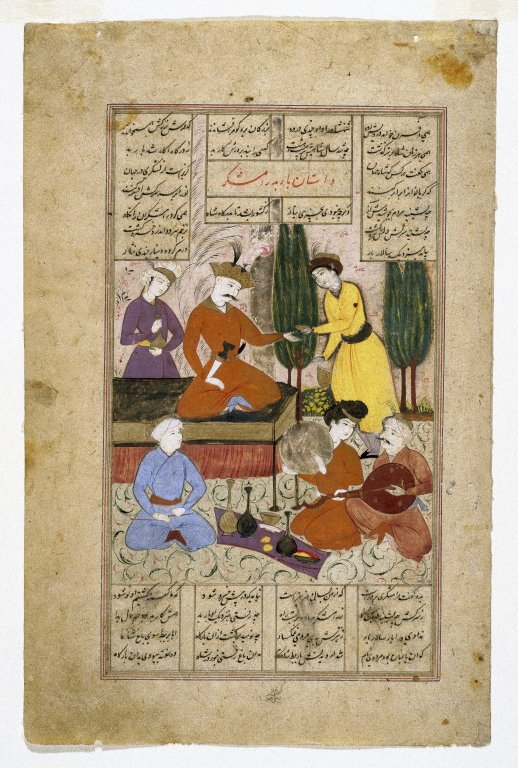
باربد (پایین سمت راست) در حال نوازندگی در دربار بهرام گور؛ نسخه خطی شاهنامه مربوط به سده هفدهم.

منابع مختلف با انسجام اندکی از نام این موسیقی‌دان یاد می‌کنند. گرچه منابع فارسی نام او را «بَرباد» ذکر کرده‌اند، منابع عرب از فهلبد، بهلبد، فهلود، فهربد، بهربد و باربد/ذ استفاده می‌کنند. منابع امروزی اغلب از «باربد» استفاده می‌کنند، املایی که آرتور کریستنسن، خاورشناس دانمارکی، برای نخستین بار صحت آن را تأیید کرد. با این حال، خاورشناس آلمانی تئودور نلدکه باور دارد که املای مفسران عرب مانند «فهلبد» در واقع عربی‌سازی نام واقعی او، احتمالاً پهربد/پهلبد است. نولدکه ادامه می‌دهد که «باربد» در واقع حاصل اشتباه در تفسیر شخصیت‌های مبهم پهلوی بوده‌است. احمد تفضلی، ایران‌شناس، نیز با نولدکه موافق است و به مهری ساسانی با نام «پهربد/پهلبد» اشاره می‌کند که کهن‌ترین اشاره به این موسیقی‌دان است و نشان‌دهنده عربی‌سازی‌شده بودن این نام است.
باربد از بار به مفهوم اجازه و بَد به معنی صاحب، خدایگان و فرمانده تشکیل شده که در روی هم رفته یعنی کسی که اجازه همیشگی برای بار یافتن را دارد. شفیعی کدکنی با اشاره به دقایقی از نکات تاریخی ارتباط میان باربد و بربت، پسندیده‌تر می‌داند که آن دو از یک ریشه دانسته شود.

## منبع‌شناسی
تاریخ موسیقی ایران حداقل تا تصاویر چنگ‌های قوسی مربوط به سال‌های ۳۳۰۰ تا ۳۱۰۰ پیش از میلاد امتداد دارد، اما اطلاعات چندانی از آن تا دوره شاهنشاهی ساسانی در سال‌های ۲۲۴ تا ۶۵۱ میلادی در دست نیست. این فراوانی آثار ساسانی نشان‌دهنده فرهنگ برجسته موسیقی در امپراتوری، به ویژه در مناطق زرتشتی‌نشین است. بسیاری از شاهنشاهان ساسانی از جمله بنیانگذار آن اردشیر بابکان و بهرام گور از حامیان سرسخت موسیقی بودند. خسرو پرویز (حک. ۵۹۰–۶۲۸) برجسته‌ترین حامی موسیقی بود و دوره فرمانروایی او به عنوان عصر طلایی موسیقی ایرانی تلقی می‌شود. نوازندگان دربار خسرو نکیسا، بامشاد، سرکش، رامتین، آزادوار چنگی، و باربد نام داشتند که باربد به مراتب مشهورتر از سایرین بود. این نوازندگان معمولاً به‌عنوان خنیاگر فعالیت می‌کردند، که در اصل نوازندگانی بودند که هم به عنوان شاعر و هم به عنوان موسیقی‌دان دربار کار می‌کردند؛ چرا که در امپراتوری ساسانی تفاوت چندانی میان موسیقی و شعر وجود نداشت.
اگرچه متون فارسی میانه (پهلوی) بسیاری از شاهنشاهی ساسانی باقی مانده‌است، تنها یکی از آن‌ها - خسرو قبادان و ریدگ - شامل تفسیر موسیقی است، با این حال نه آن و نه هیچ منبع ساسانی دیگری دربارهٔ باربد بحث نمی‌کنند. شهرت باربد باید حداقل تا یادکرد اولین منبع که شعری عربی از خالد بن فیاض (م. ح. ۷۱۸) است، از طریق سنت شفاهی منتقل شده باشد. در منابع بعدی عربی و فارسی باربد پربحث‌ترین موسیقیدان ساسانی است، اگرچه او به ندرت در نوشته‌هایی که صرفاً به موسیقی اختصاص داده شده‌است، وارد می‌شود. یک استثنای نادر در این مورد، ذکر مختصری از او در رسالهٔ محمد بن محمد بن محمد نیشابوری به نام رساله موسیقی است. منابع تاریخی به‌طور کلی اطلاعات کمی از زندگی‌نامه ارائه می‌دهند و بیشتر آنچه در دسترس است با داستان‌های اساطیری آمیخته شده‌است. مشهورترین گزارش‌ها دربارهٔ باربد در شاهنامه‌ی فردوسی (مربوط به سده دهم میلادی) یافت می‌شوند. منابع مهم دیگر عبارتند از غررالسایای ثعالبی، شاعر معاصر فردوسی، و همچنین خسرو و شیرین و هفت‌پیکر از پنج گنج نظامی، شاعر سده دوازدهم. علی‌رغم وجود داستان‌های انبوهی که او را فردی افسانه‌ای نشان می‌دهند، پژوهشگرانی همانند بو لاورگرن باربد را شخصیتی کاملاً تاریخی می‌دانند.

## زندگی

### آغاز زندگی
در مورد زادگاه باربد، روایت‌های تاریخی متناقضی وجود دارد. منابع کهن‌تر شهر مرو در شمال شرقی خراسان را زادگاه او می‌دانند، درحالی که منابع جدیدتر جهرم، شهری در جنوب شیراز در پارس، را زادگاه وی معرفی می‌کنند. تفضلی چنین فرض می‌کند که نویسندگانی که جهرم را ضبط کرده‌اند به بیتی از شاهنامه فردوسی اشاره می‌کنند که می‌گوید باربد پس از کشته شدن خسرو از جهرم به تیسفون سفر کرد. مهرداد کیا، تاریخ‌نگار امروزی، مرو را زادگاه او می‌داند.
فردوسی و ثعالبی هر دو داستانی را نقل می‌کنند که باربد یک نوازنده جوان با استعداد در زمان خسرو پرویز بود که سودای جانشینی به عنوان خنیاگر ارشد دربار را داشت، اما ظاهراً سرکش، خنیاگر ارشد دربار از این کار جلوگیری کرد. بدین ترتیب باربد لباسی سبز پوشید و در باغ سلطنتی پنهان شد. با ورود خسرو به باغ، باربد سه ترانهٔ دادآفرید، پیکار گُرد و سبز در سبز را با بربت خود نواخت. خسرو بلافاصله تحت تأثیر قرار گرفت و باربد را به عنوان خنیاگر ارشد یا شاه رامشگران گماشت. در خسرو و شیرین نظامی گفته شده که خسرو پرویز در رؤیایی پدربزرگش خسرو انوشیروان را دید که به او مژده خنیاگری به نام باربد را می‌دهد که «هنرش می‌تواند مزه زهر را نیز دلپذیر کند.»

### در دربار
باربد از زمان انتصاب در دربار، نوازنده مورد علاقه خسرو بود و داستان‌های زیادی در مورد این دو وجود دارد. گفته می‌شود که رابطه او با خسرو به گونه‌ای بود که سایر اعضای دربار از او برای میانجی‌گر در درگیری‌های میان خود و شاهنشاه کمک می‌گرفتند. داستانی در خسرو و شیرین نظامی نقل شده‌است که خسرو مدتی پس از ازدواج با شیرین، به دلایل سیاسی مجبور به جدایی از او می‌شود. گرچه خسرو با شخص دیگری ازدواج می‌کند، اما توان فراموشی شیرین را ندارد. اندکی بعد آن دو یکدیگر را ملاقات می‌کنند و ترتیبی می‌دهند که نکیسا از عشق شیرین به خسرو و باربد از عشق خسرو به شیرین بخواند. این سروده باعث آشتی این زوج شد و توسط نظامی در ۲۶۳ دوبیتی ضبط شده‌است. ایده سرودن شعر به منظور بازنمایی احساسات شخصیت‌ها تا آن زمان در موسیقی ایرانی بی‌سابقه بود. به گفته تاریخ‌نگار سده دهمی ابن فقیه همدانی در کتاب البلدان، شیرین از باربد خواست که قول خسرو مبنی بر ساختن قلعه برای خود را به شاهنشاه یادآوری کند. باربد برای انجام این کار ترانه‌ای خواند و به عنوان پاداش زمینی در نزدیکی اصفهان به او و خانواده‌اش داده شد. به گفتهٔ نظام‌الملک، وزیر برجسته سلجوقیان، روزی باربد به ملاقات یکی از درباریان رفت که به دستور خسرو برای مدتی در زندان بود. او به صورت کنایه‌ای شاهنشاه را برای این کار سرزنش کرد و همین سخن کافی بود تا آن فرد آزاد شود.

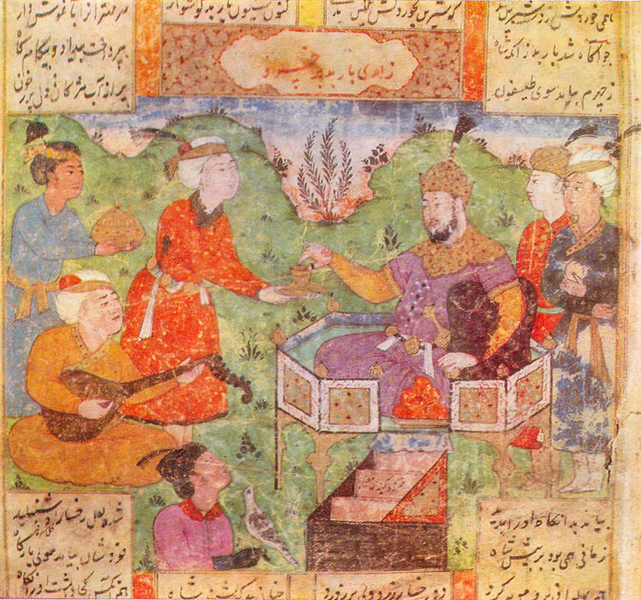
باربد (چپ) در حال نواختن موسیقی برای خسرو پرویز

ابوالفرج اصفهانی در کتاب الاغانی نقل می‌کند که یک بار یک نوازنده رقیب حسود در یک مهمانی سلطنتی سیم‌های بربت باربد را باز کرد. قوانین سلطنتی کوک سازها را در حضور شاهانشاه منع کرده بود، اما مهارت باربد به حدی بود که توانست خود را با سیم‌های کوک‌نشده وفق دهد و قطعات را بدون توجه به آن بنوازد. اصفهانی این داستان را به اسحاق موصلی (۷۷۶–۸۵۶) —یک خنیاگر برجسته در دربار هارون الرشید— منسوب می‌کند که ظاهراً داستان را به دوستان خود منتقل کرده‌است.
از محبوب‌ترین افسانه‌های باربد می‌توان به داستان اسب محبوب خسرو، شبدیز، اشاره کرد. در این ماجرا خسرو اعلام کرد که هرکس خبر مرگ شبدیز را اعلام کند، اعدام خواهد شد. پس از مرگ شبدیز، هیچ‌یک از اعضای دربار نمی‌خواستند جان خود را به خطر بیندازند. باربد برای حل این موضوع آهنگ غمگینی خواند و خسرو با درک هدف ترانه گفت: «شبدیز مرده‌است». باربد پاسخ داد: «بله، شاهنشاه شما اعلام کردید» و بدین وسیله از خطر مرگ رهایی یافت. این داستان نخستین بار توسط خالد بن فیاض نقل شده‌است. ثعالبی و زکریای قزوینی در سده سیزده نیز آن را نقل کرده‌اند. داستان‌های مشابه بسیاری در ایران، ترکیه و آسیای میانه مربوط به نوازندگانی موجود است که از موسیقی برای بیان مرگ اسب حاکم استفاده می‌کنند تا از خشم حاکم علیه گوینده خبر جلوگیری کنند. قطعه‌های بسیاری با دوتار خوارزمی، چگور قرقیزی و دمبوره قزاقی همین داستان را نقل می‌کنند. تفضلی معتقد است که این داستان تأثیر منحصر به فرد باربد را بر خسرو نشان می‌دهد، در حالی که موسیقی‌شناس لوید میلر بیان می‌کند که این داستان و داستان‌های مشابه نشان می‌دهد که موسیقی و موسیقی‌دانان به‌طور کلی تأثیر قابل توجهی بر رهبران سیاسی خود داشته‌اند.

### مرگ
روایت‌های متناقضی دربارهٔ سال‌های پایانی زندگی باربد وجود دارد. به گفتهٔ فردوسی باربد در بحبوحهٔ کشته شدن خسرو به دست شیرویه، از جهرم به تیسفون رفت. او پس از ورود به دربار یک سوگواره سرود و سپس انگشتان خود را برید و بربت خود را سوزاند. ثعالبی روایت می‌کند که سرکش که پس از برکناری از مقام شاه رامشگران همچنان در دربار مانده بود، باربد را مسموم کرد. با این حال ابن خردادبه در سده نهم در کتاب اللهو و الملاهی برعکس آن را بیان می‌کند و می‌گوید که باربد سرکش را مسموم کرد، اما به‌واسطه یک «بذله‌گویی» از مجازات خسرو در امان ماند. ابن قتیبه دینوری نیز در سده نهم در عیون الاخبار و ابن عبدربه در سده دهم در العقد الفرید بیان می‌کنند که باربد توسط یک نوازنده دیگر کشته شد که نامش به شکل‌های یوشت، ربوست، روشک و زیوشت ضبط شده‌است.

## آثار

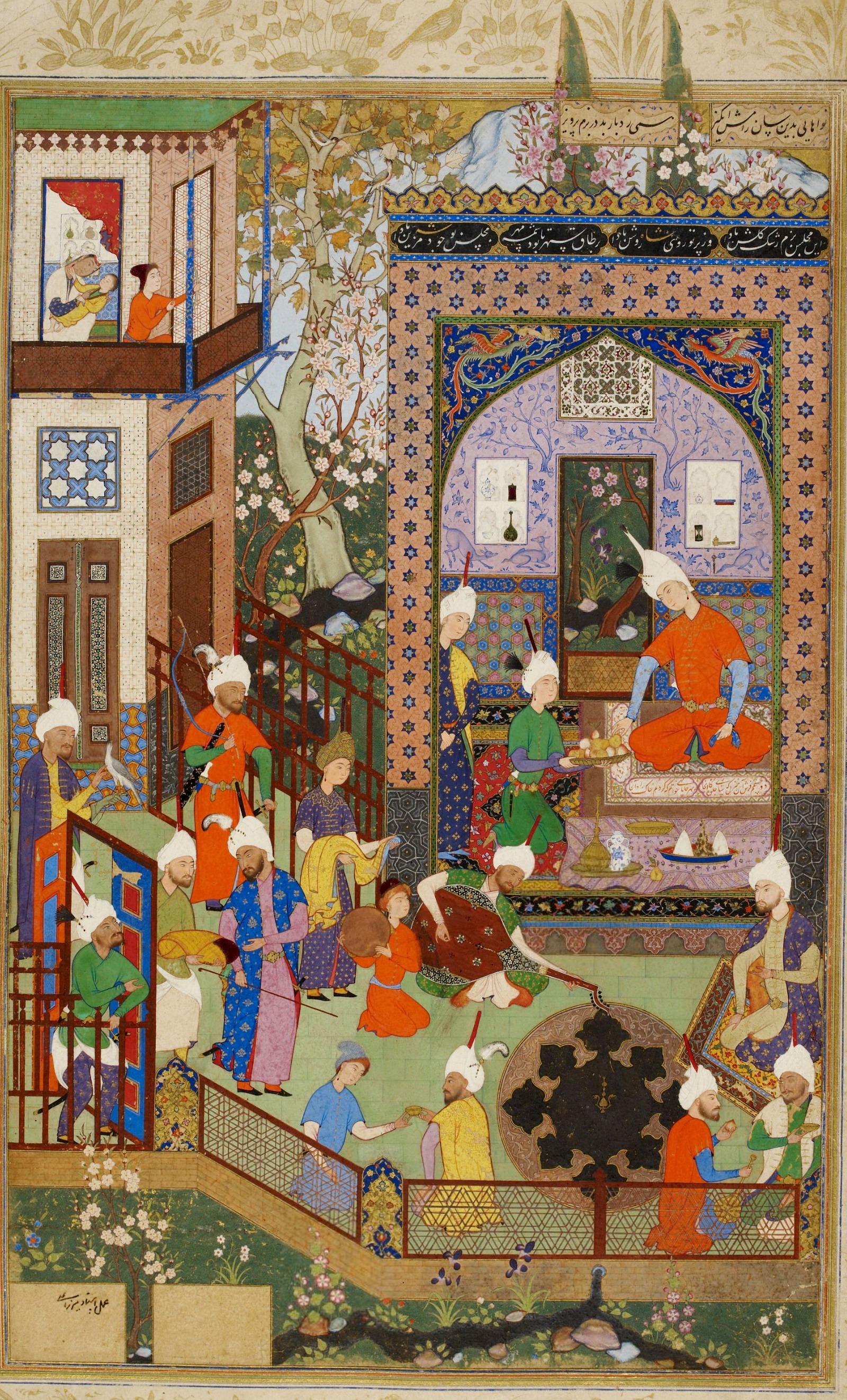
تصویری از باربد با بربت در میانه تصویر مربوط به سده شانزدهم در کتابخانه بریتانیا.

باربد یک شاعر و موسیقی‌دان، لوت‌نواز، نوازنده و تئوریسین موسیقی بود. سروده‌های او شامل مدح، سوگواره و نظم بود. او این سروده‌ها را در جشن‌هایی همچون نوروز و مهرگان و همچنین مهمانی‌ها و جشن‌های پیروزی اجرا می‌کرد. گرچه هیچ‌یک از این سروده‌ها باقی نمانده‌اند، نام برخی از آن‌ها در دسترس است که موضوعات گسترده‌ای را در بر می‌گیرند. موسیقی‌شناس قومی هرمز فرهت آن‌ها را به گروه‌های مختلفی تقسیم کرده‌است: حماسه‌هایی بر پایه رویدادهای تاریخی کین ایرج، کین سیاوش، و تخت اردشیر؛ ترانه‌های مرتبط با دربار ساسانی باغ شیرین، باغ شهریار و هفت گنج و «سروده‌های وصف طبیعت» روشن چراغ. به گفتهٔ ابن فقیه و یاقوت حموی باربد قطعه باغ نخجیران را نیز برای کارگرانی که به تازگی باغ‌های قصر شیرین را ساخته بودند، سرود.
تنها شعری که از باربد باقی مانده در کتاب اللهو و الملاهی اثر ابن خردادبه ضبط شده‌است. این اثر ۳ مصراع مدح‌گونه در فارسی میانه به خط عربی است؛ اما موسیقی‌های آن موجود نیستند. شفیعی کدکنی این شعر را کهن‌ترین نمونه شعر فارسی دری می‌داند. این شعر بدین شرح است:
قیصر ماه مانَد و خاقان خورشید

آن من خدای ابر ماند کامغاران

که خواهد ماه پوشد که خواهد خورشید— باربد، در کتاب اللهو و الملاهی اثر ابن خردادبه
کریستنسن در سال ۱۹۳۶ بیان می‌کند که نوشتهٔ خورشید روشن در اصل از شعری است که توسط باربد یا یک موسیقی‌دان هم‌دورهٔ او نوشته شده‌است. این متن به زبان فارسی میانه در دست‌نوشته‌های مانوی تورفان در سین‌کیانگ چین یافته شده‌است. این متن دارای چهار خط ۱۱ هجایی است و نام آن یادآور ترانه پهلوی آرایش خورشید است.
خورشید روشن، ماه کامل درخشان

درخشنده و پرجلوه پشت تنه درخت؛

پرندگان مشتاق پر از شادی در اطراف آن می‌چرخند،

کبوترها و طاووس‌های رنگارنگ در اطراف آن می‌خرامند.— خورشید روشن، نسب. موسیقی‌دان ناشناختهٔ ساسانی، احتمالاً باربد
باربد به‌طور سنتی مخترع بخش‌های فراوانی از موسیقی ایرانی تلقی می‌شود. ثعالبی برای نخستین بار سازماندهی دستگاه‌های هفت خسروانی یا سرود خسروانی را به او نسبت داده‌است. پژوهشگرانی همچون علی بن حسین مسعودی و قطب‌الدین شیرازی نیز این انتساب را تأیید کرده‌اند. باربد از این دستگاه‌ها ۳۰ لحن و ۳۶۰ داستان ساخت. ساختار هفت، ۳۰ و ۳۶۰ گونه مربوط به تعداد روزها، هفته‌ها و ماه‌ها در گاه‌شماری اوستایی نو است. فرهت دلیل آن را ناشناخته می‌داند اما به گفتهٔ حمدالله مستوفی در تاریخ گزیده، باربد هر روز سال یکی از ۳۶۰ داستان را برای شاهنشاه می‌نواخت. ثعالبی گزارش کرده که هفت دستگاه خسروانی تا دوران زندگی او از ۹۶۱ تا ۱۰۳۹ هنوز در کار بودند. اطلاعات بیشتری در مورد ماهیت این موضوعات، نظریه‌ها یا ترکیب‌های او باقی نمانده‌است. موسیقی‌شناس فیروزه خضرایی در بررسی منابع تاریخی و ادبی مرتبط با باربد بیان می‌کند که «تا زمانی که منبع مستقل جدیدی در این زمینه آشکار نشود، بسیاری از این انتساب‌ها باید به عنوان اختراعات تألیفی در نظر گرفته شوند.» از نظر او بسیاری از انتساب‌ها به باربد به سده‌ها پس از مرگ او بازمی‌گردند؛ به‌ویژه ۳۰ لحنی که برای نخستین بار توسط نظامی در سده دوازدهم به باربد منتسب شده‌اند. با این حال منوچهری دامغانی در سده یازدهم در دیوان خود از برخی از دستگاه‌هایی را که نظامی ذکر کرده‌است، یاد می‌کند اما آن‌ها را به باربد منتسب نمی‌کند، گرچه در جای دیگری به او اشاره کرده‌است.

## نامداری

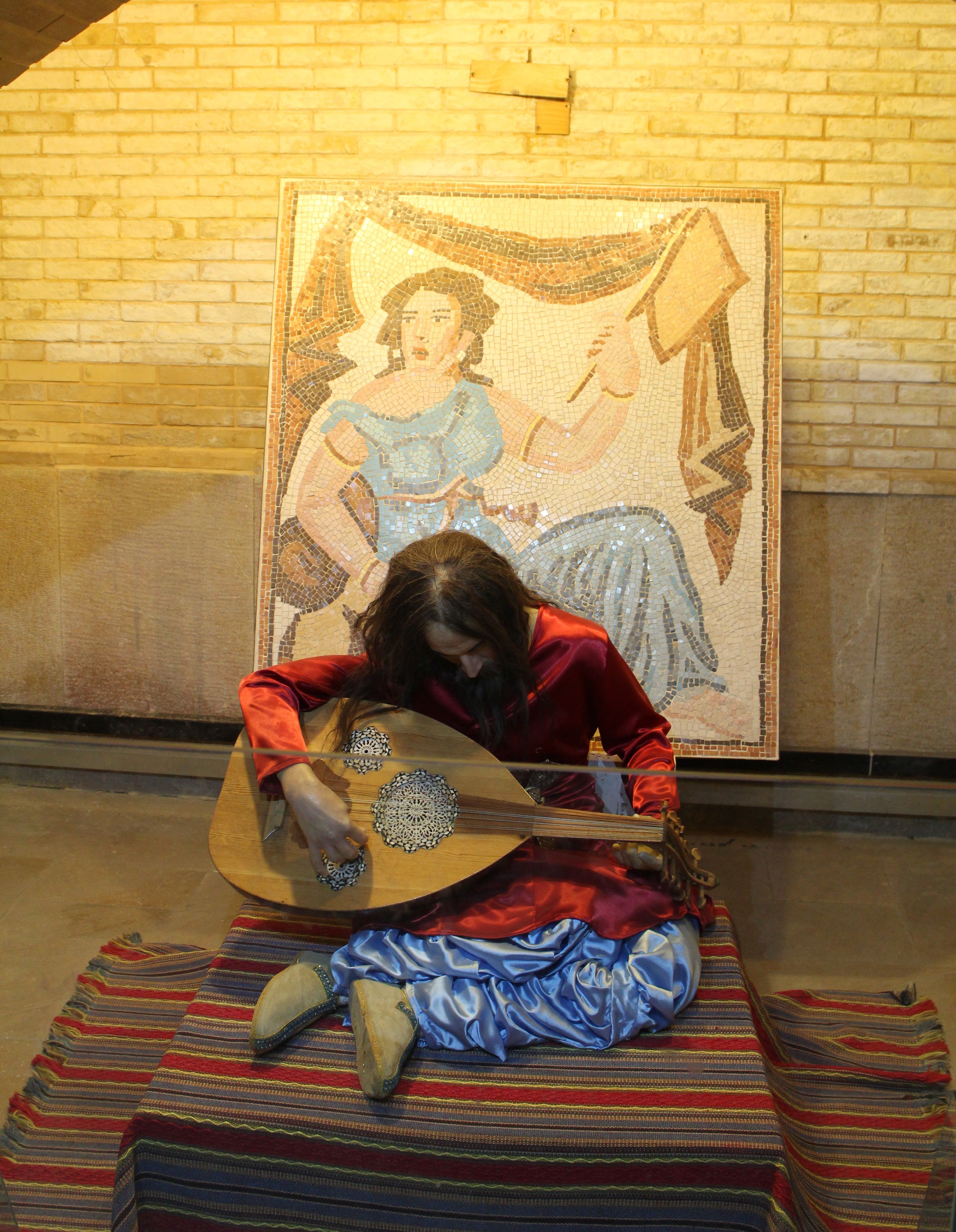
مجسمه مومی باربد در خانه زینت‌الملک، شیراز

لوت باربد بربت نام دارد. همه کسانی که به زندگی و احوال باربد پرداخته‌اند، مهم‌ترین فصیلت او را نواختن بربت دانسته‌اند. حداقل از زمان شاهمردان رازی در سده ۱۱ میلادی این نکته مورد اتفاق همگان بود که باربد سازنده و مخترع بربت بوده‌است و پیش از او چنین سازی وجود نداشته‌است. این ساز در زمان او محبوب بود، اما از آن هیچ اثری باقی نماند و در نهایت عود جایگزین آن شد. موسیقی‌شناسان ژان دورینگ و ضیا میرعبدالباغی بر این باورند که علی‌رغم عدم استفاده تدریجی از این ساز، «اصطلاح «بربت» برای سده‌ها در شعر کلاسیک به عنوان نمادی از دوران طلایی موسیقی ایران که توسط هنرمندانی مانند باربد ایجاد شده بود، باقی ماند. منابع بعدی مرتباً باربد را می‌ستایند و بو لاورگرن نیز عنوان «بنیانگذار موسیقی ایرانی» را برای گورنوشته وی پیشنهاد می‌کند. هرمز فرهت او را به عنوان برجسته‌ترین موسیقی‌دان زمان خود برمی‌شمرد و او از نظر برونو نتل در میان شخصیت‌های بزرگ تاریخ موسیقی ایران قرار دارد. در شرح بر کتاب ادوار که منسوب به علی بن محمد جرجانی در سده چهاردهم است، آمده که:
«در میان نوازندگان قدیم کسانی بودند که هرگز یک ترانه را دو بار در حضور شاه ننواختند، باربد نیز چنین بود که در زمان [خسرو پرویز] می‌زیست، او مراقب بود که مخاطب خود را خوب بشناسد، به خلق و خوی شنوندگانش توجه می‌کرد و متناسب با موقعیت و مطابق با میل هر فرد، الفاظ و آهنگ مناسب را بداهه می‌گفت و آوازه‌اش در سراسر جهان پیچید و [خسرو] به این مباهات می‌کرد که نه پادشاهان گذشته و نه زمان او چنین هنرمندی را در اختیار داشتند.»— جرجانی (نسب.)، شرح بر کتاب ادوار
در نظر مهرداد کیا و فیروزه خضرایی برتری و تکرار فراوان داستان‌های مربوط به باربد در طول تاریخ نشان‌دهنده محبوبیت او پس از گذشت مدت‌ها از مرگش است.

## بزرگداشت

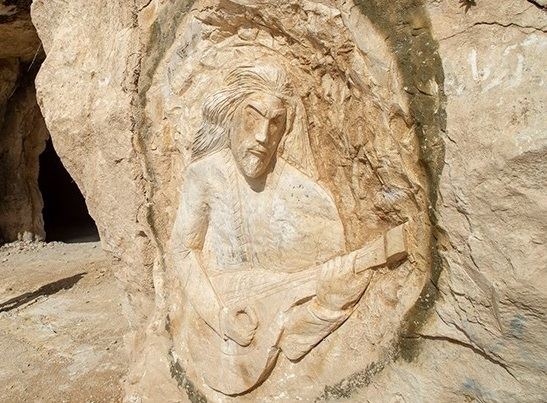
سنگ‌نگاره باربد در غار سنگ‌شکنان جهرم

باربد همچنان در ایران، افغانستان و تاجیکستان یک چهره شناخته‌شده‌است. نام یکی از تالارهای فرهنگستان هنر در تهران باربد است. سنگ‌نگاره‌ای از او در غار سنگ‌شکنان جهرم یافت می‌شود. به گفتهٔ خبرگزاری ایسنا ساکنان محلی  آرامگاهی در نزدیکی آتشکده جهرم را به باربد نسبت می‌دهند اما مستنداتی دال بر این موضوع وجود ندارد.
به نقل از داستانی عامیانه در کرمانشاه، در دوره صفویه همه نوازندگان شهر در روزی از هفته در جایی جمع می‌شدند و به ترانه‌سرایی می‌پرداختند. پس از چندین سال بین مردم پخش می‌شود که این مکان، قبر باربد است. حکومت با باخبر شدن از این واقعیت، تصمیم به تخریب آن مکان می‌گیرد اما اهالی موسیقی کرمانشاه آنجا را قبر سیده فاطمه اعلام می‌کنند و از تخریب آن جلوگیری می‌کنند. این مکان در سال ۱۰۶۵ قمری بازسازی و به نام امامزاده سیده فاطمه ثبت شد. جایزه باربد هرساله به برگزیدگان جشنواره موسیقی فجر اهدا می‌شود. امروزه همچنین خیابان‌ها و آموزشگاه‌ها و فروشگاه‌های موسیقی بسیاری در سراسر ایران باربد نام دارند.
بزرگترین تالار موسیقی دوشنبه در تاجیکستان، «کوه باربد» نامیده شده‌است. نهاد فرهنگی دولت تاجیکستان در سال‌های ۱۹۸۹ و ۱۹۹۰ مردم خود را تشویق می‌کرد تا به دستاوردهای باربد افتخار کنند. فیروزه خضرایی، موسیقی‌شناس، میراث باربد را چنین خلاصه می‌کند:
«از منابع و ماهیت چیزهایی که به باربد نسبت داده می‌شود، می‌توان نتیجه گرفت که باربد در یک سنت عامه شفاهی زنده مانده که او را با بازگویی پیوسته داستان‌های قدیمی درباره‌اش و قدرت افسانه‌ای موسیقی‌اش و با ایجاد داستان‌های جدید، جاودانه کرده‌است. گرچه همه این داستان‌ها بدون اینکه اطلاعات محکمی در مورد ماهیت واقعی موسیقی باربد به ما بدهند، از او اسطوره‌سازی کرده‌اند؛ بر اقتدار بی‌نظیر این نوازنده و تسلط او و موسیقی‌اش بر تصور مردم پس از عصر ساسانیان تأکید می‌کنند.»— فیروزه خضرایی

## برای مطالعهٔ بیشتر
- Boyce, Mary (1957). "The Parthian Gōsān and Iranian Minstrel Tradition". Journal of the Royal Asiatic Society. Cambridge University Press. 89 (1–2): 10–45. doi:10.1017/S0035869X0010735X. JSTOR 25201987.
- Browne, Edward G. (January 1899). "The Sources of Dawlatshāh; With Some Remarks on the Materials Available for a Literary History of Persia, and an Excursus on Bārbad and Rūdagī". The Journal of the Royal Asiatic Society of Great Britain and Ireland. Cambridge University Press: 37–69. JSTOR 25208066.
- Christensen, Arthur (1918). "Some Notes on Persian Melody-Names of the Sasanian Period".  In Gatha Society (ed.). Dastur Hoshang Memorial Volume: Being Papers on Iranian Subjects. Bombay: Fort Printing Press. OCLC 500234890.
- Tafazzoli, Ahmad (1988). "Bārbad yā Pahlbad". Namvara-ye Doktor Mahmud Afsar. Vol. IV. Tehran. pp. 2222–2235.